# Feinte illégale
Au baseball, une feinte illégale, aussi appelée feinte non réglementaire (en anglais balk), est un mouvement interdit effectué par un lanceur.
Lorsque appelée par un arbitre, cette règle complexe introduite en 1898 annule tout lancer vers le frappeur qui aurait pu être effectué. Une base supplémentaire est alors accordée au coureur de l'équipe en offensive se trouvant à ce moment-là sur les sentiers. Ce lancer est alors défini comme une balle morte. S'il y a eu lancer vers le marbre, le compte balles-prises revient à ce qu'il était avant que la feinte illégale soit appelée.

## Description
Lorsqu'un lanceur effectue un lancer vers le frappeur, il effectue une série de gestes obligatoires. Le style adopté peut varier d'un lanceur à un autre, mais il suit néanmoins un certain ordre auquel il doit se conformer. On peut décrire cette série de gestes de la façon suivante :

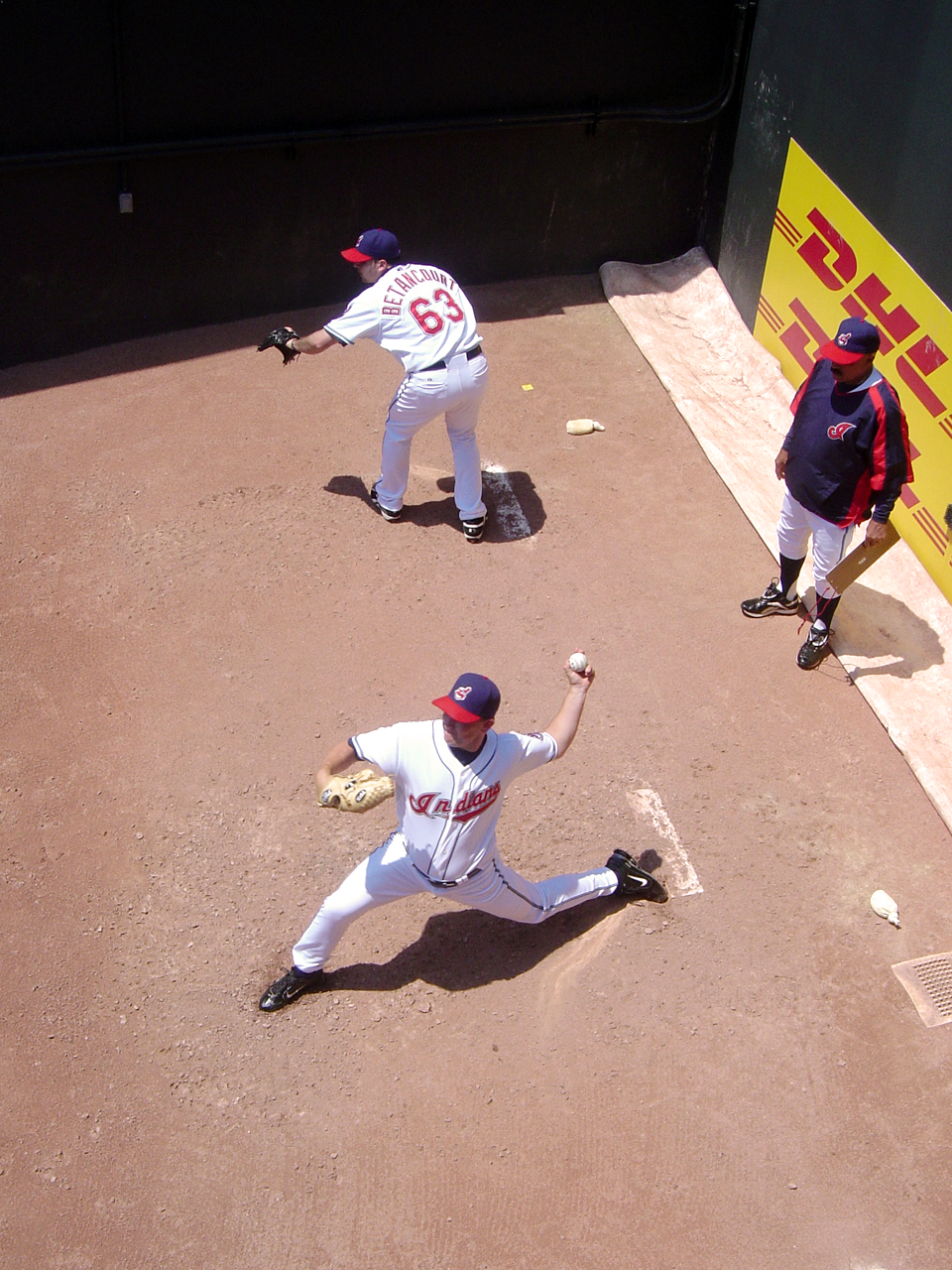
Sur cette photo prise dans un enclos de relève, on voit derrière le lanceur effectuant sa motion une plaque similaire à celle que l'on retrouve au centre du monticule, sur le terrain.

1. Windup : le lanceur, qui a les deux pieds sur la plaque se trouvant sur son monticule (voir photo ci-contre), déplace ceux-ci de manière que le côté du pied droit (pour un lanceur droitier) ou gauche (pour un gaucher) touche à la plaque. À ce stade, le lanceur s'incline souvent en direction du receveur, dont il accepte les signaux, et manipule derrière son dos la balle afin de placer sa main et ses doigts de manière appropriée sur celle-ci.
2. Set, ou pause : pour effectuer cette pause, le lanceur joint ses deux mains, l'une tenant la balle, dans son gant.
3. Motion : le lanceur effectue la motion qui lui est propre et lance la balle à son receveur. Ce faisant, il appuie le côté de son pied sur la plaque de manière à donner plus de vélocité à son tir.

Certaines actions qui dérogent de la manière réglementaire d'effectuer cette série de gestes peuvent amener un arbitre à appeler une feinte illégale. Quelques autres actions effectuées par le lanceur, dont celles associées à une tentative de lancer vers une des trois bases (ou buts) pour surprendre un coureur trop éloigné du coussin, peuvent aussi être considérées comme non réglementaires. Voici une liste des actions interdites qualifiées de feintes illégales par un arbitre :
- Lancer ou feindre de lancer sans avoir un pied touchant à la plaque
- Lancer ou feindre de lancer sans avoir la balle en sa possession
- Faire un geste ou entreprendre une motion associée à l'acte de lancer sans compléter par la suite son tir vers le marbre
- Avoir un pied sur la plaque mais ne pas faire de pas en direction d'un des trois buts lorsqu'il lance vers un d'entre eux
- Lancer ou feindre de lancer vers un but inoccupé, à moins qu'un jeu à ce but soit imminent
- Omettre de joindre ses deux mains et de faire un arrêt complet avant de lancer (le set ou pause)
- S'il y a un coureur au premier but, lancer vers cette base alors que le joueur de premier but est loin du coussin et de toute évidence incapable de compléter le jeu
- Lancer au marbre sans faire face au frappeur
- Retarder sans raison la partie
- Effectuer sa pause avant de lancer (joindre ses mains) ou retourner à la position précédant cette pause en ne plaçant pas les pieds par rapport à la plaque de la façon appropriée
- Faire un pas en direction du premier ou du troisième but ou faire une feinte en direction de cette base sans compléter son lancer
- Précipiter un tir vers le marbre sans que le frappeur soit prêt à recevoir le lancer
- Échapper la balle, intentionnellement ou par accident, alors que le pied est sur la plaque et que la balle, en roulant ou rebondissant, ne termine pas sa course hors des limites du terrain (zone de fausses balles)
- Effectuer un tir vers le marbre alors que le receveur a un ou deux pieds hors de sa zone (cette feinte illégale est cependant rarement appelée, surtout dans un cas de but-sur-balles intentionnel)
- Après avoir joint ses mains (la pause), les séparer sans raison autre que d'effectuer un tir au frappeur ou lancer vers un but occupé par un coureur

### Exceptions
Le fait de cracher sur la balle, de la détériorer ou de l'altérer, de la frotter sur son uniforme ou une partie de son corps, ou encore d'apposer une substance « étrangère » sur la balle n'amène pas l'arbitre à appeler une feinte non réglementaire. En revanche, ces actions entraînent l'expulsion automatique du lanceur. Ce dernier risque même une suspension ou une pénalité imposée par la ligue, selon le cas.

### Particularité
Un jeu possible pour l'équipe en défensive est de tromper le club en offensive en dissimulant la balle lors d'un jeu. Ce geste (le « truc de la balle cachée », ou hidden ball trick (en) en anglais) est utilisé pour surprendre un coureur en lui laissant croire que le jeu entrepris est maintenant conclu et que la balle n'est plus en jeu. Cette stratégie ne peut être employée que si le lanceur n'est pas retourné sur la plaque. S'il touche à celle-ci lorsque le joueur de position cesse de camoufler la balle et tente de l'appliquer sur un coureur pour le retirer, le retrait ne sera pas enregistré par l'arbitre : il appellera plutôt une feinte illégale et le coureur se verra accorder un but supplémentaire.
Lorsqu'une feinte illégale est appelée par l'arbitre, mais que la balle est lancée, puis frappée par le batteur, la balle est alors au jeu. Selon l'issue du jeu, il sera validé ou non. En règle générale, le jeu sera conservé si tous les coureurs (y compris le batteur-coureur) progresse au moins d'une base sur la frappe. Dans le cas contraire, la frappe sera annulée, et la règle de la feinte illégale sera appliquée. Il est possible qu'un tel jeu soit validé malgré un retrait, lorsque la frappe fait rentrer un point (point produit) malgré le retrait. Dans ce cas, c'est au manager de l'équipe en attaque de décider si la frappe est conservée, ou si la règle de la feinte illégale est appliquée. Il s'agit d'un jeu à option.

## Records

### Ligues majeures de baseball
Le record dans l'histoire des Ligues majeures pour le plus grand nombre de feintes illégales en carrière appartient à Steve Carlton, avec 90.
Le record en une seule saison est de 16 feintes illégales, et il appartient à Dave Stewart des Athletics d'Oakland depuis 1988.